# 梅尔 (涅夫勒省)
梅尔（法語：Mhère，法語發音：[mɛʁ]）是法国涅夫勒省的一个市镇，属于克拉姆西区。

## 地理
梅尔（47°12'26"N, 3°51'21"E）面积25.25 平方千米，位于法国勃艮第-弗朗什-孔泰大區涅夫勒省，该省份为法国中部省份，北至约讷省，西北接卢瓦雷省，西接谢尔省，南至阿列省，东南接索恩-卢瓦尔省，东临科多尔省。
与梅尔接壤的市镇（或旧市镇、城区）包括：加科涅、绍马尔、莫尔旺地区蒙蒂尼、蒙特勒永、莫尔旺地区乌鲁、沃克莱。

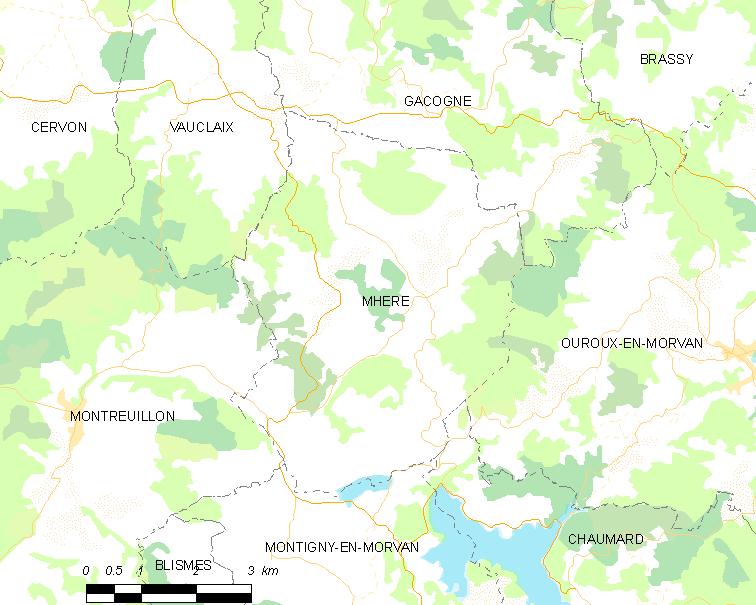
的OSM定位图

梅尔的时区为UTC+01:00、UTC+02:00（夏令时）。

## 行政
梅尔的邮政编码为58140，INSEE市镇编码为58166。

## 政治
梅尔所属的省级选区为科尔比尼县。

## 人口

1962-2008年间人口变化图示

梅尔于2022年1月1日时的人口数量为229人。